# Mid-American Conference (pallavolo)
La Mid-American Conference è una delle 32 conference di pallavolo femminile affiliate alla NCAA Division I, la squadra vincitrice accede di diritto al torneo NCAA.

## Membri

| Squadra             | Sede           | Stato    | Fondazione | Soprannome     | Affiliazione |
| ------------------- | -------------- | -------- | ---------- | -------------- | ------------ |
| Akron               | Akron          | Ohio     | 1974       | Zips           | 1992         |
| Ball State          | Muncie         | Indiana  | 1972       | Cardinals      | 1980         |
| Bowling Green State | Bowling Green  | Ohio     | 1976       | Falcons        | 1981         |
| Central Michigan    | Mount Pleasant | Michigan | 1974       | Chippewas      | 1980         |
| Eastern Michigan    | Ypsilanti      | Michigan | 1976       | Eagles         | 1980         |
| Kent State          | Kent           | Ohio     | 1975       | Golden Flashes | 1980         |
| Miami (Ohio)        | Oxford         | Ohio     | 1974       | RedHawks       | 1980         |
| Northern Illinois   | DeKalb         | Illinois | 1970       | Huskies        | 1997         |
| Ohio                | Athens         | Ohio     | 1968       | Bobcats        | 1980         |
| SUNY Buffalo        | Buffalo        | New York | 1966       | Bulls          | 1998         |
| Toledo              | Toledo         | Ohio     | 1980       | Rockets        | 1980         |
| Western Michigan    | Kalamazoo      | Michigan | 1975       | Broncos        | 1980         |

### Ex membri
| Squadra  | Ingresso | Uscita |
| -------- | -------- | ------ |
| Marshall | 1997     | 2004   |

## Arene
| Squadra             | Arene                                    | Capacità |
| ------------------- | ---------------------------------------- | -------- |
| Akron               | James A. Rhodes Arena                    | 5 500    |
| Ball State          | Worthen Arena                            | 11 500   |
| Bowling Green State | Stroh Center                             | 4 387    |
| Central Michigan    | McGuirk Arena                            | 5 300    |
| Eastern Michigan    | George Gervin GameAbove Center           | 8 754    |
| Kent State          | Memorial Athletic and Convocation Center | 6 327    |
| Miami (Ohio)        | Millett Hall                             | 6 400    |
| Northern Illinois   | Victor E. Court                          | 800      |
| Ohio                | Convocation Center                       | 13 000   |
| SUNY Buffalo        | Alumni Arena                             | 6 783    |
| Toledo              | Savage Arena                             | 7 014    |
| Western Michigan    | University Arena                         | 5 421    |

## Albo d'oro
| Anno          | Podio               | Podio                         | Podio                              |
| Campione      | Seconda             | Terza                         |                                    |
| ------------- | ------------------- | ----------------------------- | ---------------------------------- |
| 1980 Dettagli | Miami (Ohio)        | Central Michigan              | -                                  |
| 1981 Dettagli | Miami (Ohio)        | Central Michigan              | -                                  |
| 1982 Dettagli | Western Michigan    | Central Michigan              | -                                  |
| 1983 Dettagli | Western Michigan    | Central Michigan              | Miami (Ohio)                       |
| 1984 Dettagli | Western Michigan    | Central Michigan              | Northern Illinois                  |
| 1985 Dettagli | Western Michigan    | Miami (Ohio) Central Michigan | -                                  |
| 1986 Dettagli | Western Michigan    | Miami (Ohio)                  | Central Michigan Northern Illinois |
| 1987 Dettagli | Western Michigan    | Bowling Green State           | -                                  |
| 1988 Dettagli | Western Michigan    | Eastern Michigan              | -                                  |
| 1989 Dettagli | Western Michigan    | Bowling Green State           | -                                  |
| 1990 Dettagli | Miami (Ohio)        | Eastern Michigan              | -                                  |
| 1991 Dettagli | Bowling Green State | Miami (Ohio)                  | -                                  |
| 1992 Dettagli | Ball State          | Bowling Green State           | -                                  |
| 1993 Dettagli | Ball State          | Bowling Green State           | -                                  |
| 1994 Dettagli | Ball State          | Miami (Ohio)                  | -                                  |
| 1995 Dettagli | Ball State          | Miami (Ohio)                  | -                                  |
| 1996 Dettagli | Miami (Ohio)        | Kent State                    | -                                  |
| 1997 Dettagli | Northern Illinois   | Miami (Ohio)                  | -                                  |
| 1998 Dettagli | Miami (Ohio)        | Northern Illinois             | -                                  |
| 1999 Dettagli | Ball State          | Western Michigan              | -                                  |
| 2000 Dettagli | Western Michigan    | Ball State                    | -                                  |
| 2001 Dettagli | Northern Illinois   | Ball State                    | -                                  |
| 2002 Dettagli | Ball State          | Akron                         | -                                  |
| 2003 Dettagli | Ohio                | Marshall                      | -                                  |
| 2004 Dettagli | Ohio                | Marshall                      | -                                  |
| 2005 Dettagli | Ohio                | Ball State                    | -                                  |
| 2006 Dettagli | Ohio                | Bowling Green State           | -                                  |
| 2007 Dettagli | Miami (Ohio)        | Ohio                          | -                                  |
| 2008 Dettagli | Ohio                | Western Michigan              | -                                  |
| 2009 Dettagli | Ohio                | Western Michigan              | -                                  |
| 2010 Dettagli | Ohio                | Northern Illinois             | -                                  |
| 2011 Dettagli | Central Michigan    | Northern Illinois             | -                                  |
| 2012 Dettagli | Bowling Green State | Northern Illinois             | -                                  |
| 2013 Dettagli | Ohio                | Eastern Michigan              | -                                  |
| 2014 Dettagli | Western Michigan    | Miami (Ohio)                  | -                                  |
| 2015 Dettagli | Ohio                | Northern Illinois             | -                                  |
| 2016 Dettagli | Northern Illinois   | Miami (Ohio)                  | -                                  |
| 2017 Dettagli | Miami (Ohio)        | Western Michigan              | -                                  |
| 2018 Dettagli | Eastern Michigan    | Miami (Ohio)                  | -                                  |
| 2019 Dettagli | Ball State          | Bowling Green State           | -                                  |
| 2020 Dettagli | Bowling Green State | Western Michigan              | -                                  |
| 2021 Dettagli | Ball State          | Bowling Green State           | -                                  |
| 2022 Dettagli | Bowling Green State | Ball State                    | -                                  |
| 2023 Dettagli | Western Michigan    | Bowling Green State           | -                                  |
| 2024 Dettagli | Western Michigan    | Ball State                    | -                                  |

## Palmarès
| Squadre             | Titoli | Stagioni                                                               |
| ------------------- | ------ | ---------------------------------------------------------------------- |
| Western Michigan    | 12     | 1982, 1983, 1984, 1985, 1986, 1987, 1988, 1989, 2000, 2014, 2023, 2024 |
| Ohio                | 9      | 2003, 2004, 2005, 2006, 2008, 2009, 2010, 2013, 2015                   |
| Ball State          | 8      | 1992, 1993, 1994, 1995, 1999, 2002, 2019, 2021                         |
| Miami (Ohio)        | 7      | 1980, 1981, 1990, 1996, 1998, 2007, 2017                               |
| Bowling Green State | 4      | 1991, 2012, 2020, 2022                                                 |
| Northern Illinois   | 3      | 1997, 2001, 2016                                                       |
| Central Michigan    | 1      | 2011                                                                   |
| Eastern Michigan    | 1      | 2018                                                                   |